# Phaeotellus roseolus
Phaeotellus roseolus är en svampart som först beskrevs av Lucien Quélet, och fick sitt nu gällande namn av E. Horak 2005. Phaeotellus roseolus ingår i släktet Phaeotellus och familjen Tricholomataceae.   Inga underarter finns listade i Catalogue of Life.